# Liste der Pfarren im Dekanat Klagenfurt-Stadt
Das Dekanat Klagenfurt-Stadt ist ein Dekanat der römisch-katholischen Diözese Gurk.

## Pfarren mit Kirchengebäuden
| Pfarre                             | Patrozinium                        | Kirchengebäude | Bild |
| Ebenthal in Kärnten                | Maria Hilf und Hll. Peter und Paul | Pfarrkirche Ebenthal in Kärnten |      |
| Klagenfurt-Annabichl               | Zum Kostbaren Blut                 | Pfarrkirche Klagenfurt-Annabichl Filialkirche Tessendorf |      |
| Klagenfurt-Dom                     | Hll. Peter und Paul                | Klagenfurter Dom Rektoratskirche St. Elisabeth (frühere Pfarrkirche St. Lorenz) Rektorat Klagenfurt Marienkirche |      |
| Klagenfurt-St. Egid                | Hl. Ägidius                        | Pfarrkirche Klagenfurt-St. Egid Kapuzinerkirche, Heiligengeistkirche, Christkönigskirche, Kreuzberglkirche, Kapelle im Truppenspital, Kapelle des Bischöflichen Seelsorgeamtes, Kapelle der kath. Seelsorge am LKH-Klagenfurt |      |
| Klagenfurt-St. Hemma               | Hl. Hemma                          | Pfarrkirche Klagenfurt-St. Hemma Filialkirche St. Primus |      |
| Klagenfurt-St. Jakob an der Straße | Hl. Jakobus der Ältere             | Pfarrkirche Klagenfurt-St. Jakob an der Straße |      |
| Klagenfurt-St. Josef-Siebenhügel   | Hl. Josef                          | Pfarrkirche Klagenfurt-St. Josef-Siebenhügel Rektoratskirche Don Bosco |      |
| Klagenfurt-St. Martin              | Hl. Martin                         | Pfarrkirche Klagenfurt-St. Martin Kapelle Maria Loretto |      |
| Klagenfurt-St. Modestus            | Hl. Modestus                       | Pfarrkirche Klagenfurt-St. Modestus |      |
| Klagenfurt-St. Peter               | Hl. Petrus                         | Neue Pfarrkirche Klagenfurt-St. Peter Alte Pfarrkirche Klagenfurt-St. Peter |      |
| Klagenfurt-St. Ruprecht            | Hl. Ruprecht                       | Pfarrkirche Klagenfurt-St. Ruprecht |      |
| Klagenfurt-St. Theresia            | Hl. Theresia                       | Pfarrkirche Klagenfurt-St. Theresia |      |
| Klagenfurt-Welzenegg               | Herz Jesu                          | Pfarrkirche Klagenfurt-Welzenegg |      |
| Klagenfurt-Wölfnitz                | Hl. Johannes der Täufer            | Pfarrkirche Klagenfurt-Wölfnitz Filialkirche Seltenheim, Filialkirche Emmersdorf, Filialkirche Lendorf, Filialkirche Tultschnig                                                                                               |      |
| St. Georgen am Sandhof             | Hl. Georg                          | Pfarrkirche St. Georgen am Sandhof Filialkirche Krastowitz |      |
| Viktring-Stein                     | Hl. Florian                        | Pfarrkirche Viktring-Stein Stift Viktring |      |

## Dekanat Klagenfurt-Stadt
Das Dekanat umfasst 16 Pfarren.